# Ян Жижка
Ян Жижка (на чешки: Jan Žižka z Trocnova а Kalicha) (ок. 1360 – 1424) е чешки военачалник и водач на хуситите, последовател на Ян Хус, роден в Троцнов (сега част от Боровани) в южна Бохемия. Текстове от 1378 г. споменават Ян Жижка, намеквайки, че ако псевдонимът Жижка означава „с едно око“, то тогава историкът Пиколомини е прав, че загубата на окото е резултат от детска борба.
Той участва в битката при Таненберг (15 юли 1410), като наемен войник на  Тевтонския орден. По-късно Ян Жижка играе важна роля в хуситстките войни в Чехия след края на царуването на Вацлав IV и преди възцаряването на Сигизмунд Люксембургски. Тактиките на Жижка са нестандартни и новаторски. Освен че обучава и оборудва армията си в зависимост от способностите на войниците, той използва мобилна фортификация – бронирани волски коли (фургони), въоръжени с малки оръдия и мускети. Освен това майсторски и пълноценно използва топографията и поддържа висок религиозен дух и дисциплина на своите войски. Жижка се счита за един от най-големите военни лидери и новатори на всички времена и е един от малкото командири в историята, които никога не са губили битка. Запазва за себе си само един от завладените замъци, който преименува с библейското название Бокал (потир, chalice) и си присвоява името Ян Жижка Бокалски.
Умира от чума на 11 октомври 1424 г. Група от войниците му в скръбта си си присвоят псевдонима Сиротните и са поведени от Ян Рогач Дубски. Водачеството на таборитите е поето от Прокоп Велики и Зикмунд Корибут.
- Ян Жижка губи и второто си око пред Рабим от Венцеслав Черни
- Смъртта на Ян Жижка пред Прибислав на 11 октомври 1424 от Адолф Либшер
- Смъртта на Ян Жижка от Венцеслав Черни
- Смъртта на Ян Жижка пред Прибислав от Йозеф Матхаузер